# Майкл Крайтон
Джон Майкл Кра́йтон (більше відомий як Майкл Крайтон; 23 жовтня 1942, Чикаго, штат Іллінойс, США — 4 листопада 2008, Лос-Анджелес, штат Каліфорнія, США) — американський письменник, продюсер, режисер та сценарист. Його твори виходили у різноманітних жанрах, таких як: наукова фантастика, технотрилер тощо. Вони піднімали тему людських технологічних досягнень та були спробою їхнього домінування над природою, що призводило до катастрофічних наслідків. Такі наукові терміни як генетична інженерія, палеонтологія та зоологія стали основними темами декількох його творів.
Насамперед відомий як автор романів «Парк Юрського періоду» (1990) та «Загублений світ» (1995), а також низки книг у жанрі наукової фантастики, медичної фантастики та трилера. Його книги в світі опубліковані накладом 200 млн примірників. Не раз були адаптовані в кінострічки, над якими працював сам Майкл Крайтон. Зазвичай його романи порушують тему технологій та невдачі людей у взаємодіях із ними, особливо, коли це призводить катастроф із біотехнологіями.

## Біографія
Народився 23 жовтня 1942 року в Чикаго, штат Іллінойс, але своє дитинство провів неподалік Нью-Йорка, в Росліні, що на Лонг-Айленді. Батько Крайтона — Джон Гендерсон Крайтон працював у журналі, мати — Зула Міллер Крайтон, домогосподарка, в сім'ї було ще троє дітей (дві сестри і молодший брат). Навчався в середній школі Росліна, де завдяки своєму зросту успішно грав у баскетбольній команді.
Плануючи стати письменником, 1960 року вступив на філологічний факультет у Гарвардський університет, що в Кембриджі, штат Массачусетс. Однак, його стиль письма не подобався викладачам, тому зазвичай він отримував невисокі оцінки. Одного разу Крайтон вирішив видати за свою роботу один з есеїв Джорджа Орвела, але, як не дивно, отримав посередню оцінку. Саме тоді Крайтон зрозумів, що такі навчальні мірки не для нього та перевівся на нову спеціалізацію — біологічну антропологію. Здобувши ступінь бакалавра, у 1964-65 роках отримав стипендію Генрі Рассела Шоу та здійснив подорож Європою та Північною Африкою. Ба більше, 1965 року навіть читав лекції у Кембриджському університеті, Англія. Проте, після повернення до США, знову вирішив змінити сферу своїх зацікавлень та вступив до Гарвардської медичної школи, яку, зрештою, закінчив 1969 року.

## Письменницька кар'єра
Почав писати під псевдонімами Джон Ланге, Джефрі Гадсон та Майкл Дуглас. Опублікував свій перший успішний роман-бестселер «Штам „Андромеда“» (1969), будучи ще студентом-медиком. Його твори, зазвичай, написані у жанрі технотрилера та досліджують тему нових технологій та людські помилки при роботі з ними, які, найчастіше, призводять до катастроф у сфері біотехнологій. Найвідомішим твором письменника став науково-фантастичний роман «Парк Юрського періоду» (1990), який розповідає про клонування ДНК динозаврів та створення парку розваг, де можна було б подивитися на колись вимерлих тварин. Двічі ставав лауреатом премії Едгара Алана По — вперше 1968 року за роман «Екстрений випадок», а вдруге 1980 року за роман «Велике пограбування потяга».
Крайтонові твори мають наукове підґрунтя, яке відображає медичну освіту та науковий досвід самого автора. Загалом продано понад 200 мільйонів примірників його книг, які перекладені 38 мовами світу.

## Кінематограф
Майкл Крайтон став режисером сімох фільмів, серед яких, зокрема, Край «Дикий Захід» (1973), де вперше використано спецефекти, у розробці яких він брав безпосередню участь та 1995 року удостоївся премії «Оскар» за технічне досягнення. Також він спродюсував чотири фільми, став автором сценаріїв восьми кінострічок. Окрім того, Крайтон — творець і співпродюсер революційного телесеріалу «Швидка допомога», який приніс йому премію «Еммі» та премію Гільдії письменників.
Тринадцять романів автора екранізовані режисерами світового рівня — Стівеном Спілбергом («Парк Юрського періоду»), Робертом Вайзом («Штам „Андромеда“») та Баррі Левінсоном («Викриття») тощо. 1994 року Крайтон став єдиною людиною, чиї твори посідали одночасно перші місця у рейтингах телебачення (серіал «Швидка допомога»), фільмів («Парк Юрського періоду») та книг («Викриття», Штам «Андромеда»).

## Особисте життя
Одружувався п'ять разів на: Джоан Радам (1965—1970), Кетлін Джонс (1978—1980), Сюзанні Чайлдс (1981—1983), Енн Мері Мартін (1987—2003) та Шеррі Александер (2005—2008). Має дочку Тейлор Енн (н. 1989) від четвертого шлюбу та сина Джона Майкла Тодда Крайтона (н. 2009) від останнього шлюбу.
2002 року на честь письменника названо динозавра — Crichtonsaurus. Помер 4 листопада 2008 року через рак гортані.

### Романи
| - Odds On (1966) — «Шанси на…»; - Scratch One (1967) — «Перша подряпина»; - Easy Go (The Last Tomb) (1968) — «Легкий хід (Остання могила)»; - Drug of Choice (1968) — «Відбірний засіб»; - A Case of Need (1968)— «Екстрений випадок»; - The Andromeda Strain (1969) — «Штам „Андромеда“»; - The Venom Business (1969) — «Отруйний бізнес»; - Zero Cool (1969) — «Нуль градусів холоду»; - Grave Descend (1970) — «Смертельний десант»; - Dealing: Or the Berkeley-to-Boston Forty-Brick Lost-Bag Blues (1970) — «Угода, або Блюз про загублену сумку з сорока цеглинами на шляху з Берклі до Бостона»; - The Terminal Man (1972) — «Людина-термінал»; - Binary (1972) — «Двійник»; - The Great Train Robbery (1975) — «Велике пограбування потягу»; - Eaters of the Dead (1976) — «Поглиначі мертвих»; | - Congo (1980) — «Конго»; - Sphere (1987) — «Сфера»; - Jurassic Park (1990) — «Парк Юрського періоду»; - Rising Sun (1992) — «Сонце, що сходить»; - Disclosure (1994) — «Викриття»; - The Lost World (1995) — «Загублений світ»; - Airframe (1996) — «Крила»; - Timeline (1999) — «Стріла часу»; - Prey (2002) — «Здобич»; - State of Fear (2004) — «Держава страху»; - Next (2006) — «Наступний»; - Pirate Latitudes (2009) — «Піратські широти»; - Micro (2011) — «Мікро»; - Dragon Teeth (2017) — «Драконячі зуби». |

### Нехудожня література
| - Five Patients (1970) — «П'ять пацієнтів»; - Jasper Johns (1977) — «Джеспер Джонс»; | - Electronic Life (1983) — «Електронне життя»; - Travels (1988) — «Подорожі». |

### Оповідання
| - Johnny at 8:30 (1957) — «Джонні о 8:30»; - [Untitled] (1960) — «[Без назви]»; - Life Goes to a Party (1961) — «Життя йде на вечірку»; - The Most Important Part of the Lab (1961) — «Найважливіша частина лабораторії»; - Villa of Assassins (1968) — «Вілла вбивць»; | - How Does That Make You Feel? (1968) — «Як тобі це?»; - The Death Divers (1970) — «Дайвери смерті»; - The Most Powerful Tailor in the World (1971) — «Наймогутніший кравець у світі»; - Mousetrap: A Tale of Computer Crime (1984) — «Мишоловка: Казка про комп'ютерну злочинність»; - Blood Doesn't Come Out (2003) — «Кров не виводиться». |

## Екранізації

### Фільми
Загалом екранізовано тринадцять романів Майкла Крайтона:
| - «Штам "Андромеда"» (1971) - «Угода, або Блюз про загублену сумку з сорока циглинами на шляху з Берклі до Лондона» (1972) - «Методи доктора Кері» (1972) - «Людина, що несе смерть» (1974) - «Перше велике пограбування потягу» (1978) - «Парк Юрського періоду» (1993); | - «Сонце, що сходить» (1993) - «Викриття» (1994) - «Конго» (1995) - «Парк Юрського періоду 2: Загублений світ» (1997) - «Сфера» (1998) - «Тринадцятий воїн» (1999) - «У пастці часу» (2003) |

### Телесеріали
| - «Штам „Андромеда“» (2008) | «Драконячі зуби» (TBA) |

## Режисер, сценарист та продюсер

### Кіно
| - «Переслідування» (1972; автор роману, режисер) - «Людина, що дивиться» (автор; 1973) - «Західний світ (фільм, 1973)» (1973, автор, режисер) - «Кома (фільм)» (1978, сценарист, режисер) - «Перше велике пограбування потягу» (1978, автор роману, сценарист, режисер) - «Лукер» (1981, автор, режисер) - «Полювання на роботів» (1984, сценарист, режисер) | - «Фізичний доказ» (1989, режисер) - «Парк Юрського періоду» (співавтор; 1993) - «Сонце, що сходить» (автор роману, спів-сценарист; 1993) - «Смерч» (1996, співавтор, продюсер) - «Парк Юрського періоду 3» (2001, на основі персонажів, створених Крайтоном) - «Світ Юрського періоду» (2015, на основі персонажів, створених Крайтоном) - «Світ Юрського періоду: Грішне королівство» (2018, на основі персонажів, створених Крайтоном) |

### Телебачення
- Понад Західним світом[en] (1980) — на основі фільму «Західний світ» 1973
- Швидка допомога (телесеріал) — творець, автор, виконавчий продюсер; 1994—2009, володар 23-х премій Еммі,
- Край «Дикий Захід» (2016) — на основі фільму «Західний світ»

## Переклади українською
- Майкл Крайтон. «Сонце, що сходить». Переклад з англійської: О. Желязняк. Київ: видавництво «Богдана», 2003. 535 стор. ISBN 966-7058-48-4[16]
- Майкл Крайтон. «Парк Юрського періоду». Переклад з англійської: Роман Клочко. Київ: KM Books, 2017. 544 стор. ISBN 978-617-7489-74-9
- Майкл Крайтон. «Загублений світ». Переклад з англійської: Роман Клочко. Київ: KM Books, 2017. 512 стор. ISBN 978-617-7535-21-7
- Майкл Крайтон. «Поглиначі мертвих». Переклад з англійської: Ольга Тільна. Харків: «Фабула», 2023. 272 стор. ISBN 978-617-522-093-1